# Gmina Potom
Gmina Potom (alb. Komuna Potom) – gmina miejska położona w środkowej części Albanii. Administracyjnie należy do okręgu Skrapar w obwodzie Berat. W 2011 roku populacja gminy wynosiła 897, 485 kobiety oraz 412 mężczyzn, z czego Albańczycy stanowili 92,65% mieszkańców.
W skład gminy wchodzi dwanaście miejscowości: Potom, Gjergjove, Koprencke, Germenje, Visoce, Qafa, Helmesi, Backë, Melske, Nikollare, Dyrmish, Staraveck.